# 横田郷助
横田 郷助（よこた ごうすけ、旧字体：橫田鄕助、1880年（明治13年）9月23日 - 1931年（昭和6年）10月11日）は、内務官僚、南洋庁長官。

## 経歴
山口県吉敷郡山口町（現在の山口市）に横田稲稔の長男として生まれる。旧制山口高等学校卒業を経て、1904年（明治37年）7月、東京帝国大学法科大学を卒業し、神奈川県属に任じられた。同年11月に高等文官試験に合格し、翌年から樺太民政署事務官を務めた。1909年（明治41年）に徳島県事務官となり、群馬県事務官を経て、1912年（大正元年）に群馬県内務部長に就任した。1915年（大正4年）からは三重県内務部長となり、1918年（大正7年）には賞勲局書記官に転じた。
1923年（大正12年）4月、南洋庁長官に任命され、死去するまで在任した。

## 親族
- 相浦多三郎 - 妻の父。陸軍少将。

## 献名
横田郷助の名は金平亮三により1932年に新種として記載された現ミクロネシア連邦チューク諸島（トラック諸島）産のマメ科ナムナム属の中高木であるオホバハツバキ（この和名も金平により新たに付けられたもの; 学名: Cynometra yokotae）の種小名として献名されている。